# Stacze (Ełk)
Stacze [pronunciación en polaco: /ˈstat͡ʂɛ/] (en alemán: Statzen: Statzen) es un pueblo en el distrito administrativo de Gmina Kalinowo, dentro del Distrito de Ełk, Voivodato de Varmia y Masuria, en el norte de Polonia. Se encuentra aproximadamente 11 kilómetros al sur de Kalinowo, 19 kilómetros al este de Ełk, y 141 kilómetrs al este de la capital regional, Olsztyn.
Hasta 1945 el área era parte de Alemania (Prusia Oriental).